# Campionati europei di ginnastica aerobica 2019
I Campionati europei di ginnastica aerobica 2019 sono stati la 11ª edizione della competizione organizzata dalla Unione Europea di Ginnastica.
Si sono svolti ad Baku, in Azerbaijan, dal 24 al 26 maggio 2019.

## Medagliere
| Pos.   | Nazione     | Oro | Argento | Bronzo | Totale |
| ------ | ----------- | --- | ------- | ------ | ------ |
| 1      | Russia      | 3   | 4       | 1      | 8      |
| 2      | Ungheria    | 2   | 0       | 1      | 3      |
| 3      | Romania     | 1   | 1       | 3      | 5      |
| 4      | Azerbaigian | 1   | 0       | 0      | 1      |
| 5      | Ungheria    | 0   | 1       | 2      | 3      |
| 6      | Turchia     | 0   | 1       | 0      | 1      |
| Totale | Totale      | 7   | 7       | 7      | 21     |

## Podi

### Senior
| Evento                | Oro                | Argento          | Bronzo          |
| Individuale maschile  | Roman Semenov      | Timur Kulaev     | Antonio Papazov |
| Individuale femminile | Ekaterina Pykhtova | Tatyana Konakova | Darina Pashova  |
| Coppia mista          | Ungheria           | Turchia          | Romania         |
| Trio                  | Ungheria           | Russia           | Romania         |
| Gruppo                | Romania            | Bulgaria         | Russia          |
| Danza                 | Azerbaigian        | Russia           | Romania         |
| Gara a squadre        | Template:RUA       | Romania          | Ungheria        |